# Saint-Jean (Sarrebruck)
Pour les articles homonymes, voir Sankt Johann et Saint-Jean.
Saint-Jean (Sankt Johann ou St. Johann en allemand, Sangehann en sarrois) est un quartier de la ville allemande de Sarrebruck en Sarre. C'est aujourd'hui le quartier le plus peuplé de la ville.
Le 1er avril 1909, la commune de Saint-Jean-sur-Sarre (allemand : St. Johann a.d. Saar) fusionne avec Malstatt-Burbach et le Vieux-Sarrebruck pour former la ville contemporaine du même nom, Sarrebruck.

## Lieux et monuments
- L'Ancienne église évangélique de Sarrebruck, une église située au centre-ville et est classée monument historique
- La basilique Saint-Jean, construite entre 1754 et 1758 par Friedrich-Joachim Stengel.
- L'église Saint-Jean, construite entre 1894 et 1898 par Heinrich Güth.
- La gare centrale de Sarrebruck, appelée à l'origine « gare de Saint-Jean-Sarrebruck »
- La fontaine du marché Saint-Jean, bâtie elle aussi par Stengel.
- La mairie, construite de 1897 à 1900 par George Hauberrisser.
- Le musée de la Sarre, inauguré en 1920.
- Le théâtre national de Sarre, bâti entre 1936 et 1938 par Paul Baumgarten.

## Héraldique

Historique du blason
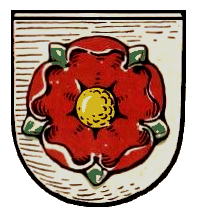
1859
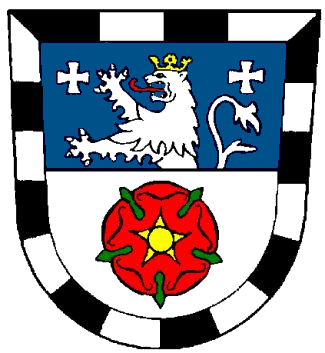
1876
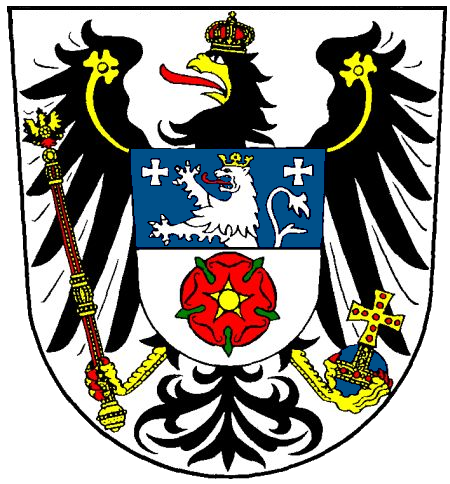
Actuel